# La Rosilla
La Rosilla es una población del estado mexicano de Durango, localizada en lo alto de la Sierra Madre Occidental en el municipio de Guanaceví. Es una localidad formada por un poco más de 300 habitantes, en su mayoría campesinos que habitan en rancherías y, principalmente, se dedican a la producción de madera que llevan a la ciudad de Parral en Chihuahua. La Rosilla es uno de los lugares habitados más fríos de México.
Se cuentan con servicios de electricidad y agua potable, y se pretende construir un camino más eficiente que comunique a La Rosilla con la ciudad de Guanaceví.

## Clima
El clima de La Rosilla se encuentra dentro de las porciones de la Sierra Madre Occidental que se pueden catalogar como tundra alpina, con inviernos fríos (las temperaturas alcanzan hasta los -15 °C). Las nevadas suceden desde el mes de diciembre, siendo más regulares en los meses de diciembre y enero, y pueden prolongarse hasta finales de febrero. Cuando hay  viento, pueden formarse nevascas que ocasionan que la temperatura baje drásticamente.[cita requerida]
En enero y febrero de 2010, una serie de intensas nevadas en la zona alcanzaron los 85 cm de captación de nieve después de nevar por varios días seguidos. Lo que lo convierte en la mayor cantidad de nieve caída en La Rosilla.[cita requerida]
El verano es lluvioso con temperaturas cálidas. La precipitación media anual es de 800 mm. Se pueden registrar heladas durante todo el año.[cita requerida]
| Parámetros climáticos promedio de La Rosilla, Durango (1975-1983) | Parámetros climáticos promedio de La Rosilla, Durango (1975-1983) | Parámetros climáticos promedio de La Rosilla, Durango (1975-1983) | Parámetros climáticos promedio de La Rosilla, Durango (1975-1983) | Parámetros climáticos promedio de La Rosilla, Durango (1975-1983) | Parámetros climáticos promedio de La Rosilla, Durango (1975-1983) | Parámetros climáticos promedio de La Rosilla, Durango (1975-1983) | Parámetros climáticos promedio de La Rosilla, Durango (1975-1983) | Parámetros climáticos promedio de La Rosilla, Durango (1975-1983) | Parámetros climáticos promedio de La Rosilla, Durango (1975-1983) | Parámetros climáticos promedio de La Rosilla, Durango (1975-1983) | Parámetros climáticos promedio de La Rosilla, Durango (1975-1983) | Parámetros climáticos promedio de La Rosilla, Durango (1975-1983) | Parámetros climáticos promedio de La Rosilla, Durango (1975-1983) |
| Mes                                                               | Ene.                                                              | Feb.                                                              | Mar.                                                              | Abr.                                                              | May.                                                              | Jun.                                                              | Jul.                                                              | Ago.                                                              | Sep.                                                              | Oct.                                                              | Nov.                                                              | Dic.                                                              | Anual                                                             |
| ----------------------------------------------------------------- | ----------------------------------------------------------------- | ----------------------------------------------------------------- | ----------------------------------------------------------------- | ----------------------------------------------------------------- | ----------------------------------------------------------------- | ----------------------------------------------------------------- | ----------------------------------------------------------------- | ----------------------------------------------------------------- | ----------------------------------------------------------------- | ----------------------------------------------------------------- | ----------------------------------------------------------------- | ----------------------------------------------------------------- | ----------------------------------------------------------------- |
| Temp. máx. abs. (°C)                                              | 22.0                                                              | 21.5                                                              | 23.0                                                              | 27.5                                                              | 29.5                                                              | 31.5                                                              | 28.0                                                              | 28.5                                                              | 26.0                                                              | 26.0                                                              | 23.5                                                              | 23.0                                                              | 31.5                                                              |
| Temp. máx. media (°C)                                             | 13.3                                                              | 14.8                                                              | 16.2                                                              | 18.9                                                              | 21.5                                                              | 24.2                                                              | 22.2                                                              | 20.9                                                              | 20.8                                                              | 18.9                                                              | 16.8                                                              | 14.5                                                              | 18.6                                                              |
| Temp. media (°C)                                                  | 3.1                                                               | 5.8                                                               | 6.8                                                               | 8.6                                                               | 11.3                                                              | 13.4                                                              | 14.2                                                              | 13.4                                                              | 13.1                                                              | 9.4                                                               | 7.0                                                               | 4.5                                                               | 9.2                                                               |
| Temp. mín. media (°C)                                             | -7.1                                                              | -3.3                                                              | -2.7                                                              | -1.8                                                              | 1.2                                                               | 2.5                                                               | 6.1                                                               | 6.0                                                               | 5.5                                                               | -0.1                                                              | -2.8                                                              | -5.5                                                              | -0.3                                                              |
| Temp. mín. abs. (°C)                                              | -20.5                                                             | -24.0                                                             | -16.0                                                             | -16.0                                                             | -10.0                                                             | -11.0                                                             | 1.0                                                               | 1.0                                                               | -5                                                                | -11.5                                                             | -26.0                                                             | -25.0                                                             | -26.0                                                             |
| Precipitación total (mm)                                          | 49.1                                                              | 16.7                                                              | 16.1                                                              | 15.7                                                              | 10.8                                                              | 71.7                                                              | 139.7                                                             | 148.8                                                             | 121.3                                                             | 64.8                                                              | 26.3                                                              | 28.4                                                              | 709.4                                                             |
| Días de precipitaciones (≥ 0.1 mm)                                | 4.5                                                               | 2.3                                                               | 1.8                                                               | 2.8                                                               | 2.2                                                               | 10.1                                                              | 21.5                                                              | 18.3                                                              | 13.4                                                              | 8.4                                                               | 2.9                                                               | 4.0                                                               | 92.2                                                              |
| Fuente: Servicio Meteorológico Nacional                           |                                                                   |                                                                   |                                                                   |                                                                   |                                                                   |                                                                   |                                                                   |                                                                   |                                                                   |                                                                   |                                                                   |                                                                   |                                                                   |